# 埃里希·奥尔巴赫
埃里希·奥尔巴赫（德語：Erich Auerbach，1892年11月9日—1957年10月13日）是一位德国语文学、比较文学和文学评论家。

## 生平
1892年出生于柏林，父母均爲犹太人。先於弗赖堡大学學習法學，又到海德堡大學攻讀博士學位，1913年畢業，論文題目爲《參與新刑法典的預備工作》（Die Teilnahme in den Vorarbeiten zu einem neuen Strafgesetzbuch）。畢業後於柏林国立图书馆任職。
一戰間，曾參軍，負傷，獲铁十字勋章。
出院後，於弗里德里希-威廉姆斯大学（Friedrich-Wilhelms-Universität）學習羅曼語語文學，導師Erhard Lommatzsch，後隨導師至格赖夫斯瓦尔德大学，1921年獲博士學位，論文題目爲《論意大利與法國早期文藝復興小說的技巧》（Zur Technik der Frührenaissancenovelle in Italien und Frankreich）。
1929年，獲Karl Vossler推薦，隨Leo Spitzer至馬爾堡大學，自柏林國籍圖書館至馬爾堡大學圖書館，同年獲特许任教资格，論文題目爲《但丁之爲塵世詩人》（Dante als Dichter der irdischen Welt）。
1930年，Leo Spitzer赴科隆大學任職，奧爾巴赫遂接任其马尔堡大学教席，同年10月28日，正式任命爲羅曼語文學講座教授（Lehrstuhl）。其後纳粹主义大兴，1935年，纳粹德国通过《帝国公民法》，同年年底，根據法律第三條規定被迫退休。後居家逃往土耳其，任教于伊斯坦布尔大学共十一年。1940年，其德國籍因纽伦堡法案被納粹德國剝奪，成爲無國籍人，直至1945年盟国管制理事会第一號法律廢除紐倫堡法案。
1947年前往美国，获美国籍，先后任教于宾夕法尼亚州立大学和耶鲁大学。
1957年於康涅狄格州沃灵福德逝世，享年64岁。

## 著作
身後，有人將其文章集爲一帙，名爲《羅曼語語文學論文全集》（Gesammelte Aufsätze zur romanischen Philologie），1967年出版，2018年再版。
英文翻译有Time, History and Literature。
知名著作有《摹仿论》，是对文学中的现实主义的经典研究著作。
此外，對但丁鑽研極深，有人譽爲同時代最出色的但丁學者。
其《世界文學的語文學》（Philologie der Weltliteratur）一文，有人譽爲開創比較文學研究基石。
其他知名作品有 Figura、Passio als Leidenschaft 等等。
還翻譯了維柯的著作及克羅齊對其相關研究。